# Lunatic (Kongos)
| Recensione            | Giudizio |
| --------------------- | -------- |
| AllMusic              | [ 1 ]    |
| Alternative Addiction | [ 2 ]    |
| The Guardian          | [ 3 ]    |
| Renowned for Sound    | [ 4 ]    |
| Metacritic            | 58/100   |

Lunatic è il secondo album in studio del gruppo musicale alternative rock sudafricano Kongos, pubblicato nel 2012 dall'etichetta discografica indipendente Tokoloshe. Dopo che il gruppo ha firmato con Epic Records, l'album è stato ripubblicato il 25 febbraio 2014.

## Tracce
Edizione originale
1. Come with Me Now – 3:32 (testo: Johnny Kongos – musica: Johnny Kongos, Dylan Kongos)
2. Sex on the Radio – 3:57 (Dylan Kongos)
3. Escape – 4:34 (Jesse Kongos)
4. Kids These Days – 3:56 (Daniel Kongos)
5. As We Are – 4:43 (Johnny Kongos)
6. I Want to Know – 3:55 (Jesse Kongos)
7. Hey I Don't Know – 4:01 (testo: Jesse Kongos – musica: Johnny Kongos, Dylan Kongos)
8. Traveling On – 4:32 (Dylan Kongos)
9. Take Me Back – 4:46 (testo: Johnny Kongos – musica: Dylan Kongos, Johnny Kongos)
10. It's a Good Life – 3:59 (Jesse Kongos)
11. I'm Only Joking – 3:45 (testo: Jesse Kongos – musica: Dylan Kongos, Jesse Kongos)
12. This Time I Won't Forget – 5:46 (Johnny Kongos)

Durata totale: 51:26
Edizione del 2014
1. I'm Only Joking – 3:45 (testo: Jesse Kongos – musica: Dylan Kongos, Jesse Kongos) – Voci di Jesse e Dylan
2. Come with Me Now – 3:32 (testo: Johnny Kongos – musica: Johnny Kongos, Dylan Kongos) – Voce di Dylan
3. I Want to Know – 3:55 (Jesse Kongos) – Voce di Jesse
4. Escape – 4:34 (Jesse Kongos) – Voce di Jesse
5. Kids These Days – 3:56 (Daniel Kongos) – Voce di Dylan
6. As We Are – 4:43 (Johnny Kongos) – Voce di Dylan
7. Sex on the Radio – 3:57 (Dylan Kongos) – Voce di Dylan
8. Hey I Don't Know – 4:01 (testo: Jesse Kongos – musica: Johnny Kongos, Dylan Kongos) – Voce di Jesse
9. Traveling On – 4:32 (Dylan Kongos) – Voce di Dylan
10. Take Me Back – 4:46 (testo: Johnny Kongos – musica: Dylan Kongos, Johnny Kongos) – Voci di Dylan e Johnny
11. It's a Good Life – 3:59 (Jesse Kongos) – Voce di Jesse
12. This Time I Won't Forget – 5:46 (Johnny Kongos) – Voce di Dylan

Durata totale: 51:26

## Formazione
- Dylan Kongos – voce, cori, basso, chitarra acustica, pedal steel guitar (2,10,12), programmatore
- John Kongos – fisarmonica, sintetizzatori, pianoforte, programmatore, voce, cori
- Jesse Kongos – batteria, percussioni, voce, programmatore, cori
- Daniel Kongos – chitarra, cori

## Classifiche

### Classifiche settimanali
| Classifica (2014)                | Posizione massima |
| -------------------------------- | ----------------- |
| Stati Uniti (Billboard 200)      | 39                |
| Stati Uniti (Alternative Albums) | 9                 |
| Stati Uniti (Top Rock Albums)    | 11                |
| Stati Uniti (Heatseekers Albums) | 2                 |

### Classifiche di fine anno
| Classifica (2014)                | Posizione |
| -------------------------------- | --------- |
| Stati Uniti (Alternative Albums) | 38        |
| Stati Uniti (Top Rock Albums)    | 53        |